# 시리아 사회민족당
시리아 사회민족당(아랍어: الحزب السوري القومي الاجتماعي)은 시리아, 레바논, 요르단, 팔레스타인에서 활동하는 시리아 민족주의 정당이다. 이 정당은 비옥한 초승달 지대에 걸쳐 있는 대시리아 국가를 설립하는 것을 옹호하며, 이 국가에는 현재의 시리아, 레바논, 요르단, 이라크, 쿠웨이트, 팔레스타인, 이스라엘, 키프로스, 시나이반도, 하타이주, 킬리키아가 포함되는데, 이는 지리적 경계와 그 경계 내 역사적인 사람들을 기반으로 한다. 이 정당은 남아메리카와 같이 시리아와 레바논 디아스포라가 많은 지역에서도 활동했으며, 아사드 정권의 몰락 이전까지 집권 여당인 아랍 사회주의 바트당의 동맹으로 민족진보전선에서 두 번째로 큰 정당이었다.
1932년 동방 정교회의 레바논인 지식인 안툰 사데흐가 베이루트에서 반식민주의 정치 조직으로 설립한 시리아 사회민족당은 레바논 정치에서 중요한 역할을 수행했다. 시리아 사회민족당은 1949년과 1961년 레바논에서 쿠데타를 일으켰으나 실패했다. 또한 시리아 사회민족당은 1982년 레바논 전쟁과 그 후 2000년까지 남부 레바논에 주둔한 이스라엘 군대에 대항한 전투에 적극적이었고, 동시에 시리아 민족통일주의에 대한 믿음 때문에 바트당의 레바논 점령을 지지했다.
시리아에서 시리아 사회민족당은 1950년대까지 국수주의 운동으로 활동했으며, 일당제 국가를 설립하기 위한 무장 봉기를 옹호했다. 사회민족당은 1949년 3월 시리아 쿠데타에 참여하여 민주적으로 선출된 슈크리 알쿠와틀리 정부를 전복시켰다. 시리아 사회민족당은 시리아 전국에서 폭력적인 활동을 계속하였지만 1955년 바트당의 군인 아드난 알말키의 암살 이후 활동이 금지되었다. 이러한 제재에도 불구하고, 사회민족당은 조직적인 상태를 유지하였으며, 1990년대 후반까지 이념적 차이에도 불구하고 팔레스타인 해방 기구와 레바논 공산당과 동맹을 맺었다. 사회민족당은 2005년 시리아에서 합법화되었으며, 바트당이 이끄는 민족진보전선에 합류하였다. 2012년부터 2014년 5월 6일까지는 변화와 자유를 위한 인민전선에 가입해 활동했다. 시리아 내전에서는 휘하 무장단체인 누수르 알자우바를 조직해 바트주의 시리아 정부의 편에 참전하여 시리아 반군과 이라크 레반트 이슬람국에 맞서 싸웠다. 아사드 정권의 몰락 이후 시리아 과도정부에 의해 금지되었지만, 다른 국가와 시리아 내에서 비밀리에 활동하고 있다.

## 배경

### 초기 시리아 민족주의자들

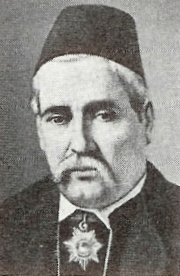
부트루스 알부스타니는 1870년 정기간행물 알지난을 창간하며 시리아를 언급할 때 "조국에 대한 사랑은 신앙의 조항이다"를 슬로건으로 채택했다.

19세기 중반, 부트루스 알부스타니는 개혁된 오스만 제국에서 수용되어야 할 자연 시리아 민족의 존재를 처음으로 주장한 인물 중 한 명이다. 그는 알나흐다에 속했으며, 아랍 문예 부흥과 프랑스 혁명의 영향을 받은 사상가들로, 오스만 국가의 점진적인 경제적 한계성을 뒤집기 위해 입헌군주제를 종교의 자유와 함께 도입하려는 시도였던 탄지마트 개혁을 형성하고자 했으며, 이는 청년 튀르크당과 제2차 헌정 시대로 이어졌다.
알부스타니의 영향력 있는 추종자 중 한 명은 1893년 베이루트에서 사제로 서품된 벨기에 예수회 역사학자 앙리 람멘스로, 그는 고대 근동 이래로 대시리아가 아라비아 반도, 이집트, 레반트 회랑 및 토로스산맥 사이의 모든 땅을 포함하며, 비옥한 초승달 지대 내의 모든 민족을 포함한다고 주장했다.

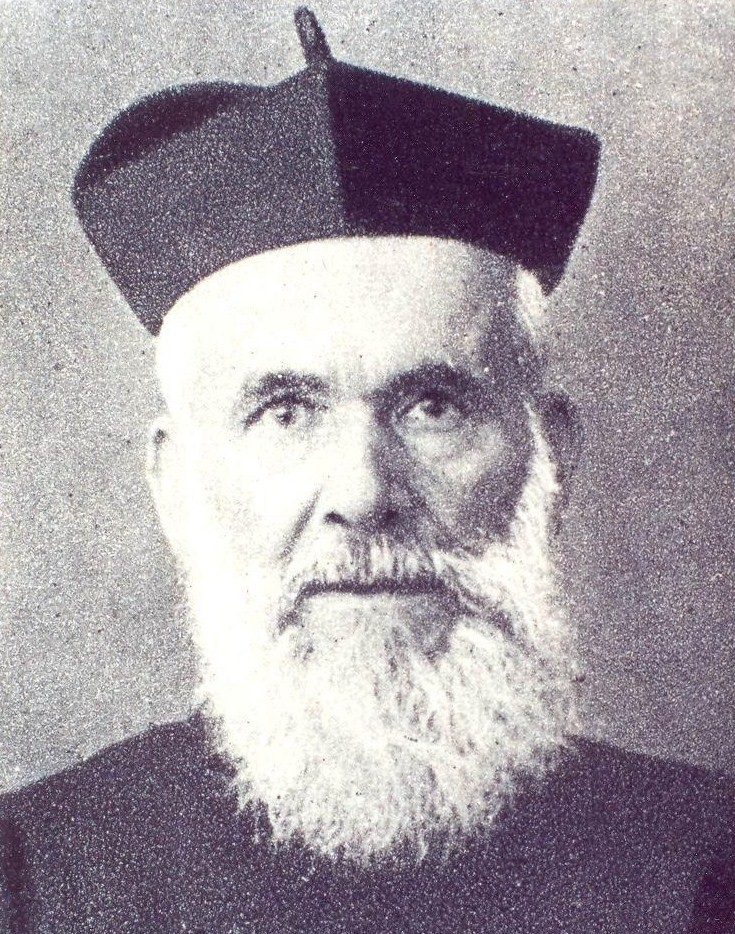
"시리아는 그리스도의 튜닉이다" – 앙리 람멘스.

이는 또한 깊이 이상주의적인 애국심의 부흥과 함께 나타났는데, 이는 유럽 국민낭만주의와 크게 유사하며, 오스만 과거를 떨쳐내고 많은 이들이 다시 문명의 요람으로 보게 된 레반트를 현대 세계의 전면으로 이끌 민족 부흥의 도래를 이상화했다. 이러한 측면에서 시리아 민족주의와 애국심에 대한 믿음을 표현하기 시작한 칼릴 지브란의 작품들은 중요하다. 지브란은 다음과 같이 말했다.
"나는 당신을 믿고, 당신의 운명을 믿는다. 나는 당신이 이 새로운 문명의 기여자라고 믿는다.... 나는 당신이 좋은 시민이 될 수 있다고 믿는다. 그리고 좋은 시민이 되는 것은 무엇인가?... 그것은 뉴욕과 워싱턴, 시카고와 샌프란시스코의 탑들 앞에 서서 마음속으로 말하는 것이다. '나는 다마스쿠스와 비블로스, 티레와 시돈 그리고 안티오키아를 건설한 민족의 후손이며, 나는 당신과 함께, 그리고 의지를 가지고 이곳에 건설하기 위해 왔다.'"

## 역사

### 창당과 초기 활동

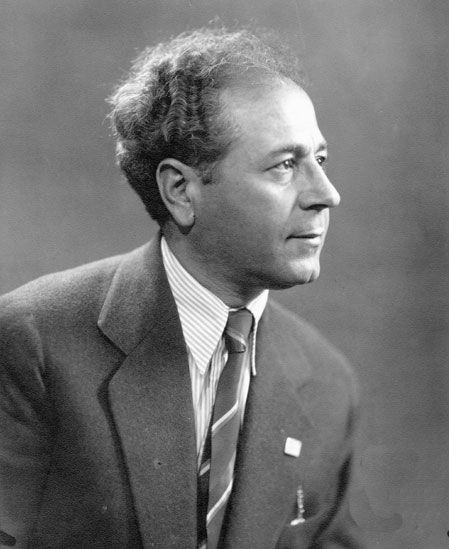
안툰 사데흐

SSNP는 레바논인 언론인이자 강사이며 동방 정교회 가문 출신인 안툰 사데흐가 설립했다. 그는 1919년부터 1930년까지 남아메리카에서 거주했으며,:43 1932년 11월에 시리아 사회민족당의 첫 번째 핵심 조직을 비밀리에 설립하여 첫 3년 동안 지하에서 활동했다. 1933년에는 월간지 '알마잘라'를 발행하기 시작했는데, 이 잡지는 베이루트 아메리칸 대학교에 배포되었고 당의 이념을 발전시켰다. 1936년, 당의 노골적인 식민주의 반대 입장은 프랑스 당국이 당을 금지하고 사데흐를 비밀 정당을 창설했다는 이유로 6개월간 투옥하게 만들었다. 비록 독일과 이탈리아 파시스트 운동과의 접촉 혐의는 독일 측이 어떠한 관계도 부인한 후 철회되었지만 말이다. 수감 기간 동안 사데흐는 SSNP의 이념을 설명하기 위해 『국민의 탄생』을 저술했다. 당시 당은 민족 블록을 포함한 다른 민족주의 및 애국 세력과 협력하여, 비밀리에 위임 통치 정부의 전복을 위해 투쟁하기 시작했다. 그러나 SSNP와 민족 블록 간의 동맹은 오래가지 못했다. 민족 블록은 프랑스에 대한 실제 무력 활동을 자제하고 대신 고등판무관과 협력하기로 결정했다. 또한 많은 SSNP 당원들은 민족 블록이 자신들의 창립자가 기독교인이라는 이유로 협력을 거부한다고 느꼈다.
사데흐는 1938년 브라질로, 그 후 아르헨티나로 다시 이민을 갔다가 1943년 레바논이 프랑스로부터 독립한 후 1947년에 레바논으로 돌아왔다. 아르헨티나로 가는 길에 그는 이탈리아와 베를린을 방문했는데, 이는 SSNP가 추축국과 관계를 맺었을 수 있다는 프랑스의 의심을 증폭시켰다. 1939년에 잠시 레바논으로 돌아왔을 때, 그는 독일과 공모했다는 혐의로 프랑스 당국의 심문을 받았다. 공모 증거가 발견되지 않고 사데흐가 자신이 격렬히 반대했던 프랑스 통치조차 독일이나 이탈리아 통치보다 낫다고 선언한 후 혐의는 철회되었다. 그 후 아르헨티나로 떠난 사데흐는 SSNP 신문의 아르헨티나 지부가 나치 독일과 추축국에 대한 노골적인 지지를 표명하고 있음을 알게 되었고, 이로 인해 사데흐는 편집장에게 장문의 서신을 보내 SSNP는 국가사회주의 정당이 아니며 연합군이나 추축국에 대해 어떠한 입장도 취해서는 안 된다는 점을 재차 강조했다.

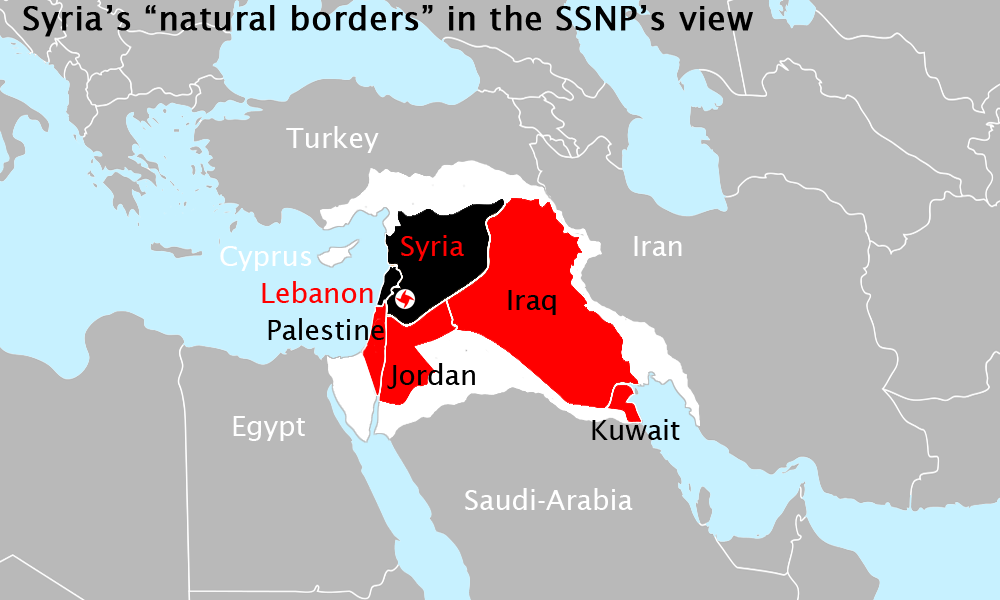
안툰 사데흐의 "자연 시리아" 지도. "시리아"와 "아시리아"라는 이름 사이의 어원적 연결에 기반을 두고 있다.

카타이브당은 1916년 사이크스-피코 협정과 그 후 프랑스의 위임통치 지역을 대레바논을 포함한 6개 주로 행정적으로 분할한 결과로 처음 윤곽이 그려진 국경 내에서 존재하는 실체로 정의되는 국민 국가로서 레바논의 개념에 헌신했고, 국가와 교회 간의 강력한 유대와 노골적인 사회적 극보수주의를 지지했다. 반면 SSNP는 새로 생성된 국가들의 국경이 식민주의의 결과이며 어떠한 역사적, 사회적 현실도 반영하지 않는다는 이유로 이러한 국가적 주장을 거부했다. 당은 사데흐가 정의한 대시리아가 메소포타미아와 비옥한 초승달 지대의 역사적 민족을 포괄하는 민족적 이상을 나타내며, 명확하게 정의된 지리와 종파주의에서 벗어난 공통의 역사적, 사회적, 문화적 발전 경로로 연결되어 있다고 주장했다.

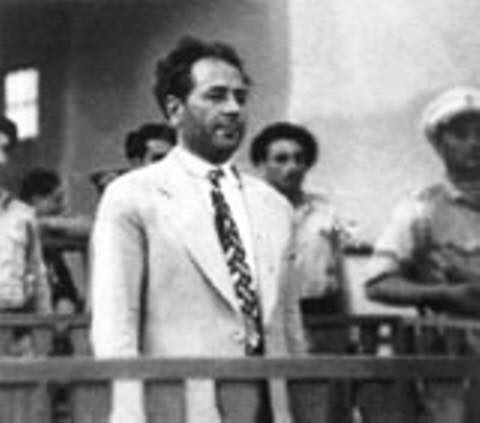
안툰 사데흐가 "국가 반역 및 무장 반란" 혐의로 성급하고 연극적인 보여주기 재판에 임하고 있다. 그는 곧 처형되었다.

아랍인들이 1948년 전쟁에서 패배하자 사데흐는 당을 완전한 대결적 입장으로 이끌었다. 그는 범아랍주의를 순전히 수사적인 속임수로 간주하고 아랍 지도자들의 무능과 위선을 비난하며 이스라엘 건국과 팔레스타인인 추방이 이러한 무능의 직접적인 결과라고 주장했다.
1949년 7월 4일, 이스라엘 건국 선언과 팔레스타인인 추방(나크바) 1년 후, 그리고 카타이브당의 지원을 받는 레바논 정부가 자행한 일련의 침략에 대한 대응으로 SSNP는 첫 번째 혁명을 시도했다.
정부군의 폭력적인 진압 이후 사데흐는 후스니 알자임을 만나 혁명에 대한 지지를 얻기 위해 다마스쿠스로 갔다. 파루크 1세, 리아드 엘 솔흐, 후스니 알자임은 영국 첩보국과 모사드의 후원 하에 안툰 사데흐를 제거하기로 결정했다. 그 결과 알자임은 사데흐를 레바논 당국에 넘겼고, 사데흐는 1949년 7월 8일 처형되었다. 이는 정치범에게 주어진 가장 짧고 비밀스러운 재판이었다.
사데흐의 아내 줄리엣 엘미르와 딸들도 넘겨져 그리스 정교회 사이드나야 수도원에 투옥되었다. 남편의 사망 직후, 엘미르는 SSNP의 알아미나 알울라(첫 번째 관리인 또는 첫 번째 수탁자)로 임명되었고, 그녀의 집은 조지 압드 메시의 지도 아래 SSNP의 본부가 되었다. SSNP는 여성들의 활동과 정치 참여를 허용하며, 레반트 지역 여성 정치의 사회적 규범을 제시했다.

### 레바논의 시리아 사회민족당

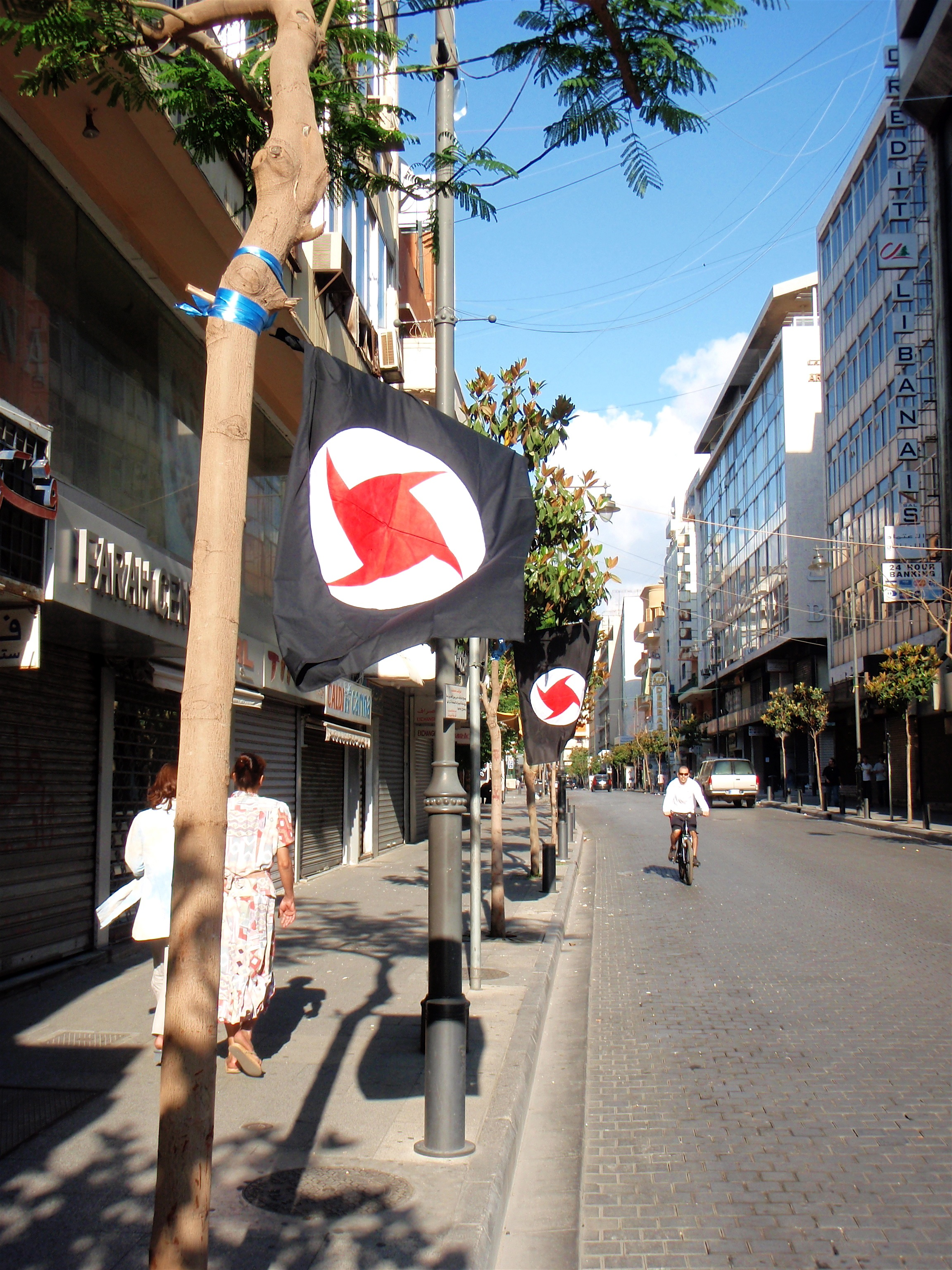
2008년 5월 9일 베이루트에 걸려있는 시리아 사회민족당 깃발들. 2008년 레바논 분쟁 중에 찍힌 사진이다.

### 대립에서 화합으로
사데흐가 처형되고 고위 지도자들이 체포된 후, 당은 1958년 레바논 위기까지 지하에 남아 있다가 친서방 카밀 샤문 대통령 편에 서서 아랍 민족주의 반군에 맞섰다.

#### 1961년 쿠데타
1961년 마지막 날, 레바논 군대의 중대장인 두 명의 SSNP 당원이 약 200명의 민간인 SSNP 당원들의 지원을 받아 푸아드 셰하브에 대한 실패한 기습 쿠데타를 이끌었다. 학계 문헌에서는 이 쿠데타가 당의 폭력에 대한 이념적 선호("투표보다 총알"), 레바논 국가로부터의 배제에 대한 좌절감, 그리고 푸아드 셰하브 통치에 대한 정치적, 군사적 비판에서 비롯된 것으로 설명된다.
베이루트 중심부 주변에 무장 SSNP 당원들이 모이는 것을 목격했다고 주장하는 셰하브의 고문들은 서둘러 대통령궁으로 달려가 셰하브에게 반란을 알렸다. 이는 재차 금지령과 많은 SSNP 지도자들의 투옥 및 처형으로 이어졌다. 당의 알려진 활동가들은 1969년의 일반 사면까지 대부분 감옥이나 망명 생활을 했다. 1969년, 당은 아랍 민족주의로 재정렬했다.

#### 레바논 내전
1975년 레바논 내전이 발발하자 SSNP는 군사 조직을 결성하여 레바논 민족 운동 (LNM)과 동맹을 맺고 팔랑헤당 및 레바논 전선의 동맹에 맞섰다. SSNP는 레바논 내전을 시리아 민족이 소국으로 분열되고 이스라엘에 대한 해방 전쟁에서 멀어진 필연적인 결과로 보았다. 1970년대 중반, 당 내에서는 "팔레스타인 파벌에 가까운 개혁주의 분파와 다마스쿠스에 더 기울어진 분파" 사이에 긴장이 있었으나, 1978년에 재통합되었다.
1982년 레바논 전쟁에서 반이스라엘 세력이 패배한 후, SSNP는 이스라엘 점령에 저항하기 위해 재편성된 여러 조직에 합류했으며, 여기에는 당원 칼리드 알완이 서부 베이루트의 윔피 카페에서 두 명의 이스라엘 군인을 살해한 윔피 작전이 포함된다. 미국 연방수사국은 SSNP가 1982년 이스라엘이 베이루트를 포위하는 동안 이스라엘의 지원을 받아 새로 선출된 레바논 대통령 바시르 제마옐을 암살한 책임이 있다고 비난한다. SSNP 당원 하비브 샤르투니는 이 암살 혐의로 체포되었고, 결국 2017년에 유죄 판결을 받았다.
1983년, 당은 레바논 국민 구원 전선에 합류했다. 1985년, 당원 사나 메하이드리는 레바논 남부의 제진에서 이스라엘 군사 수송대 옆에서 차량 폭탄을 터뜨렸다. 그녀는 두 명의 이스라엘 군인을 살해했으며, 최초의 여성 자살 폭탄 테러범 중 한 명이 되었다.

#### 내전 이후
레바논의 SSNP는 시리아의 레바논 점령을 대체로 지지했으며, 점령 이후 친시리아 정당( 3월 8일 동맹 포함)과 동맹을 맺었다.
SSNP는 레바논의 여러 총선에 참여하여 1992년에 6석을 얻었지만, 그 이후 2005년과 2009년 모두 2석을 얻는 등 의석수가 감소했다. SSNP는 2008년 레바논 분쟁에 연루되었으며, 총격범들이 SSNP 사무실을 공격했다.
아사드 하르단은 두 차례 당대표를 역임했다. 하르단은 2020년에 라비 바나트로 교체되었으나, 당내에서 하르단의 지지자(시리아 정부 및 3월 8일 동맹에 더 가까운)와 바나트의 지지자(사드 하리리 행정부에 더 가까운) 사이에 분열이 심화되고 있다. 2022년 레바논 총선 기준으로 당은 의석을 얻지 못했으며, 현재 레바논 의회에 대표가 없다.
2023년 이스라엘-하마스 전쟁과 이스라엘-헤즈볼라 간의 국경 충돌 상황에서 SSNP-L은 분쟁에 참여하여 당원 한 명을 잃었다.

### 시리아의 시리아 사회민족당

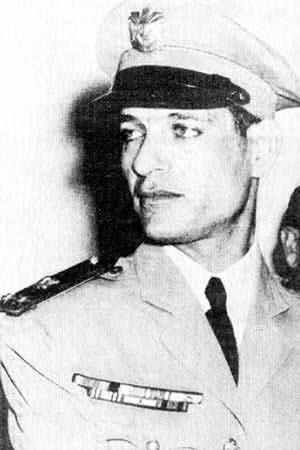
중령 아드난 알말키, 시리아 아랍군 참모차장으로, 1955년 4월 22일 SSNP 요원들에게 살해되었다. SSNP는 말키 암살 후 시리아에서 금지되었다.

사데흐는 SSNP를 "대시리아" 프로젝트를 실현할 이탈리아식 리소르지멘토를 창조하는 조직으로 만들고자 했다. 당은 반공주의 음모론적 수사를 지지했으며, 모든 것을 포괄하는 전체주의 국가의 형성을 믿었다. 1950년대 내내 당은 폭력적인 봉기를 계획하고 테러리스트 공격, 정치적 암살, 기타 범죄 행위를 저지르는 국수주의 단체로 활동했다. 시리아 공산당과 바트당은 주요 경쟁 상대였으며, 둘 다 SSNP를 아랍 연합을 약화시키고 지역 내 서방 이익을 돕기 위한 서방 지원의 시온주의 프로젝트라고 비난했다. SSNP가 1955년 고위 시리아 군 장교이자 아랍 민족주의자인 아드난 알말키를 암살한 후, 시리아 당국은 당을 금지하고 바트당과 공산당의 압력 하에 당원들에 대한 마녀사냥을 조직했다. 1950년대 내내 SSNP 당원들은 체포되어 재판을 받거나 투옥되거나 살해당했으며, 이는 당이 국내에서 정치적 세력으로서의 지위를 상실하게 만들었다. SSNP는 수십 년 동안 시리아에서 불법 단체로 남아 있었으며, 말키 사건과 서방 이익 및 반아랍주의 입장과의 연대로 인해 시리아 국민에게 미움을 받아 당의 이미지가 실추되었다.
SSNP의 레바논 내전 및 레바논 정치에서의 입장(여기서 헤즈볼라의 긴밀한 동맹이 됨)은 시리아의 입장과 일치했으며, 이는 당과 시리아 정부 간의 관계 개선을 촉진했다. 하페즈 알아사드의 대통령직 말년 동안 당은 점점 더 용인되었다. 2000년 그의 아들 바샤르 알아사드가 승계한 후에도 이 과정은 계속되었다. 2001년, 공식적으로 여전히 금지되었음에도 불구하고 당은 합법 정당 연합인 바트당 주도의 민족진보전선 회의에 옵서버로 참석하는 것이 허용되었다. 2005년 봄, 당은 시리아에서 합법화되었는데, 이는 "제한된 형태의 정치 활동을 허용하려는 시도"로 묘사되었다.
시간이 흐르면서 SSNP와 바트주의 시리아 정권은 역사적 관계에서 극적인 전환을 겪으며 적에서 동맹으로 바뀌었다. 이 과정은 당이 하페즈 알아사드의 지역 목표, 즉 레바논과 팔레스타인 해방 기구에 대한 시리아의 통제 강화를 SSNP의 대시리아 설립 목표와 일치한다고 인식하면서 시작되었고, SSNP는 이에 대한 보답으로 레바논에서 시리아 대리인 역할을 했다. 이 동맹은 시리아 내전에 직면하여 더욱 강화되었다.
2007년 4월 22일 시리아 인민평의회 선거에서 당은 250석 중 3석을 얻었다. 2015년, 언론인 테리 글라빈은 "바트주의 시리아 정권의 허위 2012년 총선 동안의 짧고 우호적인 중간기를 제외하고, SSNP는 2005년부터 바샤르 알아사드의 집권 연합의 일원이었다."라고 썼다. 시리아의 당 지도자는 알리 하이다르로, 2012년부터 다마스쿠스 정부에서 국민 화해부 장관으로 바트당 소속이 아닌 두 장관 중 한 명이었다.

#### 시리아 내전에서의 역할
2021년 '로리앙 르 주르'는 시리아 봉기/내전이 "SSNP가 새로운 차원을 갖게 된 기회"였다고 보도했다. 시리아 분석가 사미르 아킬에 따르면, SSNP 간부들은 주로 기독교, 알라위파, 시아파 공동체 출신으로, 아랍 사회주의 바트당이 소수 민족에 대한 통제를 독점하려 했던 아사드 정권에 직접적인 위협이 되었다. 2011년 시리아 혁명 시위 기간 동안 SSNP는 정부 지지 반대 시위에 참여했다. 시리아 내전이 발발하자 정부는 무기와 훈련을 제공하며 보답했다. 한편, SSNP 관리들은 반군 무장세력의 표적이 되어 납치 및 암살되었다. 시리아의 SSNP 정치국장 바샤르 알야지기는 "야당이 심각한 종파 분열을 야기하고 시리아 사회를 분열시키려 한다"고 밝혔으며, 당은 진행 중인 시리아 내전과 이라크 전쟁을 모두 이들 국가와 궁극적으로는 레바논을 민족-종파적 선을 따라 분할하려는 시도로 간주했다.
2016년 시리아 내 SSNP 전투원 수는 6,000명에서 8,000명으로 추정되었다. 레바논 전투원들도 이들의 대열에 포함되었지만, 당은 "이 그룹의 총 전투력에서 차지하는 비중은 더 많은 시리아인들이 합류하면서 꾸준히 감소했다"고 주장한다.
2014년 2월까지 SSNP 전투원들은 주로 홈스주와 다마스쿠스주에 배치되었으며, 수와이다주에서는 시리아군을 제외하고 가장 강력한 군사력으로 알려졌다. SSNP 전투원들은 사다드 전투, 말룰라 전투, 알카리야타인 전투 등에 참여했다. 2016년 당 관계자들은 시리아 내전에서 "효과적인 전투력"으로 알려지면서 당원 수가 "수천 명" 증가했다고 주장했다.
당은 시리아 인민의회에서 더 큰 역할을 허용받았다. 2016년 총선에 30명의 후보를 내보내 7석을 얻었다.
그러나 2018년부터 이러한 성과는 역전되기 시작했다. 바샤르 알아사드가 정권 장악 지역에서 강력한 바트화 프로그램을 시작하여 바트당-국가 간의 유대를 더욱 강화하고 국가의 통제를 강화했기 때문이다. 일당제 국가를 강화하려는 노력의 일환으로, 바트당은 군대, 학생 운동, 노동 조합, 청년 조직 및 기타 사회 단체에 대한 독점권을 공고히 했다. 새로운 캠페인 또한 충분히 충성스럽지 않다고 간주되는 바트당 간부들을 당 조직의 모든 계층에서 숙청하고, 바트주의 이념에 따라 시리아 사회를 재편하려 했다. 바트주의 이념은 시리아 국가의 건국자로 묘사되는 아사드 가문에 대한 절대적인 충성으로 특징지어진다.
SSNP는 2020년 시리아 총선의 가장 큰 패배자 중 하나였으며, 할당된 의석이 7석에서 3석으로 줄었다. 이 선거는 바트당의 의석이 전체의 3분의 2, 즉 167석으로 증가하면서 정치 시스템에서 바트당의 절대적인 지배력을 보여주었다. 이는 또한 내전 기간 동안 얻은 시리아 내 SSNP의 영향력을 억제하기 위한 아사드 정권의 SSNP 활동에 대한 광범위한 탄압의 일환이었다. 바트당 정부는 또한 국내 SSNP의 준군사 조직인 누수르 알자우바를 해체했다.
반-SSNP 탄압은 바샤르 알아사드와 그의 사촌 라미 마클루프 사이의 불화의 일환이기도 했다. 마클루프는 SSNP(아마나) 파벌을 이끌었으며, 정권 내 부패의 상징으로 널리 비난받았다. 바샤르 알아사드는 2019년 10월 10일 SSNP(아마나) 파벌을 금지하고 사촌의 사업 자산을 몰수하도록 명령했다. 시리아 아랍군과 함께 싸웠던 마클루프의 사설 민병대 또한 정부에 의해 해산되었다. SSNP 지도자들은 2020년 총선에서 자신들이 소외된 것을 배신으로 비판했으며, 많은 당 간부들은 정부의 권위주의적 조치에 실망감을 표했다.
2023년, SSNP는 하마스의 이스라엘 공격에 대한 지지를 발표하며, 하마스의 공세를 축하하고 팔레스타인 자치 정부에 참전을 요청했다. SSNP는 테러리즘이 하마스의 도구가 아니라 "유대인의 도구"라고 주장했다.
2024년 총선에서, 바트주의 시리아에서 마지막으로 치러진 선거에서, 그들은 민족진보전선의 일원으로서 3석을 유지했다.

#### 아사드 퇴임 후
아사드 독재 정권의 몰락 이후, SSNP는 "우리 당 기관의 분열에 기여했다"고 비난하며 구 정권과 분리하는 성명을 발표하고, 국가 주권, 기관 및 이익 유지를 위한 단결을 촉구했다. 또한 진행 중인 이스라엘 시리아 침공에 맞설 것을 요구했다.

### 요르단의 SSNP
1966년, 후세인 국왕은 요르단에서 SSNP를 근절하기 위해 보안 기관을 동원했다. 당은 팔레스타인 주민들 사이에서 활동하고 있었다.
2013년, 당 추종자들은 "요르단의 시리아 사회민족주의자 운동"을 설립했다.

## 이념
학자와 분석가들은 SSNP의 이념을 어떻게 설명해야 할지에 대해 논쟁을 벌여왔다. 예를 들어, 로리앙 르 주르는 사데흐의 "민족적 비전이 인종이 아닌 지리적 환경에 속하는 것에 기반을 두었다. 그의 지지자들은 자신들의 지도자가 나치즘을 알기 오래 전에 당의 상징을 선택했다고 주장한다."라고 썼다. 크리스토퍼 솔로몬은 SSNP가 시리아의 레바논 점령 이후 바트주의 정부를 지속적으로 지지해 온 것이 당을 정치 스펙트럼의 좌익으로 위치시켰다고 말한다. 다른 출처들은 덜 명확하다. SSNP의 정치적 경쟁자들은 흔히 안툰 사데흐를 제2차 세계 대전 중 나치와 관계를 맺은 파시스트 이데올로기자로 낙인찍었다. 사데흐는 파시즘이라는 비난을 인지하고 있었으며, 1935년 6월 1일 연설에서 이에 대해 다음과 같이 응답했다.
시리아 사회민족당의 체제는 히틀러나 파시스트 체제가 아니며, 순전히 시리아적인 체제이다. 이는 쓸모없는 모방에 기반을 둔 것이 아니라, 우리 민족의 특징 중 하나인 진정한 독창성의 결과이다.— 안툰 사데흐, 1935년 6월

제2차 세계 대전 내내 사데흐는 파시스트 이탈리아와 나치 독일 관리들과 긴밀한 관계를 맺고 있다는 소문이 돌았다. 일부 학자들은 SSNP의 이념적 및 조직적 유사성을 유럽 파시즘과, 외부 상징을 독일 나치즘과 비교했지만, 이러한 비판은 당 자체에서 받아들여지지 않는다. 벨링캣은 이를 "맹렬히 반유대주의적인 파시스트 조직으로 극우와의 국제적 연계를 가지고 있다"고 부른다.
역사가 스탠리 G. 페인에 따르면, 전간기 아랍 민족주의는 유럽 파시즘의 영향을 받았으며, 1939년까지 적어도 7개의 갈색 셔츠 운동과 유사한 아랍 민족주의 셔츠 운동이 창설되었는데, 가장 영향을 많이 받은 것은 SSNP, 이라크 푸타와 청년 운동, 청년 이집트 운동이었다. 이 세 운동은 영토 확장주의적 특성, 즉 SSNP는 시리아를 완전히 통제하기를 원하고, 자국민의 우월성(사데흐는 "독특하고 자연적으로 우월한" 시리아 인종을 이론화했다)에 대한 믿음, "비합리적이고, 반지성적이며, 매우 감성적"이며 "군사적 미덕과 힘을 강조하고 자기 희생을 강조"하는 특성을 공유할 것이다. 또한 페인에 따르면, 이 모든 운동은 유럽 파시즘으로부터 강한 영향을 받았고 이탈리아와 독일 파시즘을 칭찬했지만, "완전히 발전된 파시스트 운동이 되지 못했고, 유럽 파시즘의 모든 특성을 재현하지는 못했다." 아랍 민족주의에 대한 영향은 1945년 이후에도 오랫동안 남아 있었다. 또한 사데흐의 우월 인종은 순수한 인종이 아니라 시리아 역사 속 모든 인종의 융합이었다. SSNP는 "동원 구조가 거의 없는 엘리트 그룹"일 것이다.
연구원 위삼 사미아에 따르면, 사데흐는 1947년에 창간한 신문 '수리야 알자디다'(신시리아)에서 당 이사들에게 보낸 서한을 통해 SSNP의 정책을 정의했다. 그는 당의 정책을 "어떤 외교 정책과도 섞이지 않은 시리아 민족주의 정책"으로 정의하고, 당의 정치가 파시스트, 나치 또는 "민주적"이지 않으며, 당의 정치가 공산주의 또는 볼셰비즘적이지 않음을 강조했다.
아사드 정권이 무너지기 전까지 당은 정권의 정치적 반대자들을 "내부 유대인"이라고 불렀다.

### 민족주의

#### 대시리아, 자연적 시리아
1936년 2월 초부터 5월 초까지 수감되어 있던 사데흐는 3개월 전 프랑스 당국이 비밀 조직을 발견하고 지도자와 조력자들을 체포하기 시작했을 때 집필을 시작했던 『국민의 탄생』을 완성했다. 이 책에서 사데흐는 남쪽으로 수에즈 운하까지 확장된 역사적 시리아 전체를 포괄하는 지역에 시리아 민족이 존재한다는 믿음을 정립했다. 이 지역에는 현대 시리아, 팔레스타인, 이스라엘, 레바논, 요르단, 이라크, 쿠웨이트가 포함된다. 시리아 민족이 진화했던 역사적 환경의 경계는 일반적으로 시리아에 할당되는 범위를 훨씬 넘어섰으며, 북동쪽의 토로스 산맥과 북서쪽의 자그로스산맥에서 남쪽의 수에즈 운하와 홍해까지, 그리고 시나이반도와 아카바만을 포함하며, 서쪽의 지중해에서 키프로스 섬을 포함하여 동쪽의 아라비아 사막과 페르시아만까지 이른다. 사데흐에 따르면, 이 지역은 또한 시리아의 비옥한 초승달 지대라고 불리며, 키프로스 섬은 그 별이다.

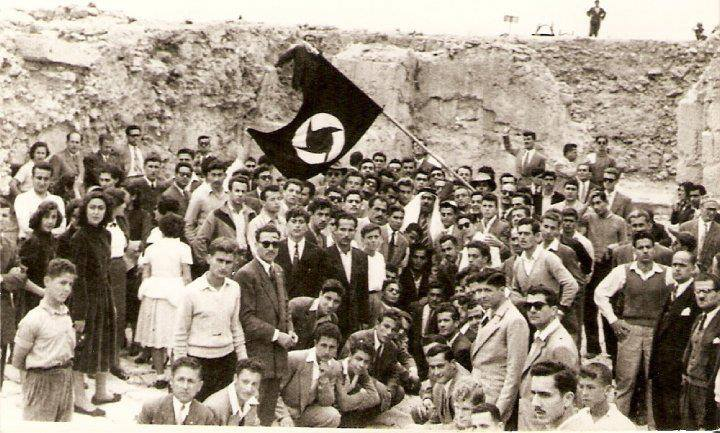
1947년 사데흐가 망명에서 돌아왔을 때의 SSNP 당원들.

이러한 자연 지리적 요소는 인간이 자신의 존재, 신념, 습관 및 가치 체계를 확립하는 사회적 틀을 형성한다. 사데흐의 민족 민족주의에 대한 비판은 그로 하여금 지리적 민족주의, 즉 "자연 고향"이라는 개념을 발전시키게 했다. 그가 이 모델을 비옥한 초승달 지대에 적용했을 때 도달한 결론은 명확했다. 지중해 동쪽에 위치한 분지의 자연 지리적 요소가 문명의 요람이 되게 했고, 인류 역사 내내 이를 통합하려는 움직임을 이끌었고, 민족적, 종교적, 문화적 동화와 혼합을 통해 높은 문화와 문명을 확립하게 했으며, 모든 제국주의 세력의 탐나는 대상이 되게 했다. 사데흐는 모든 민족 종교 집단이 고대 근동의 바빌론과 아시리아, 히타이트와 아람 왕들의 제국, 그리고 이슬람 제국, 현재까지의 후손으로 자신을 간주해야 한다고 주장했다.
사데흐의 비전은 국가의 민족 및 종교 공동체 간의 "조화"를 통해 시리아 "인종적 통일성"으로 돌아가는 것으로, 이는 사실 인종의 혼합이었다. 이 비전에서 이슬람이나 범아랍주의는 중요하지 않았으므로 종교도 중요하지 않았다. 사데흐의 국가 개념은 주로 수 세기 동안 특정 지리에서 사람들 간의 역사적 구체적 상호 작용에 의해 형성되었으며, 민족적 기원, 인종, 언어 또는 종교에 기반을 두지 않았다. 이로 인해 그는 또한 아랍인들이 하나의 국가를 형성할 수 없으며, 많은 국가들이 아랍이라고 불릴 수 있다고 결론을 내렸다.

#### 시리아 민족
아랍 세계의 다른 전투적 민족주의 정당들과는 달리, 시리아 사회민족당은 기독교 이전 시대를 찬양하며 모든 시리아 민족을 "대시리아" 아래 통합을 주장하는 배타적인 형태의 민족주의를 표방했다. 이 당은 기독교인, 무슬림, 드루즈인을 당원으로 받아들였지만, 시온주의에 반대하더라도 시리아 내 유대인에게는 어떠한 당원 자격도 부여하지 않았다.

#### 국민낭만주의
당과 창립자가 소수 분리주의 및 민족적 분리 고향을 요구하는 운동에 대해 취한 태도는 노골적인 적대감이었다. 사데흐는 또한 모든 종교적 동기를 가진 정치 운동, 또는 교회(또는 모스크)와 국가 간의 분리를 요구하지 않는 운동에 대해 적대적이었다. 남시리아(팔레스타인)로 유입되는 유대인 이주민과 유대인 공동체는 그들의 "외국적이고 인종적인 충성심", 동화에 대한 비의지, 그리고 팔레스타인에 민족적 유대 국가를 건설하려는 적극적인 의지로 인해 비판받았다. 사데흐는 유대인을 동화될 수 없고 동화하려 하지 않는 공동체로 간주했으며, 유대성이 국민 국가의 초석이 될 수 있다는 개념을 비판했다. SSNP에게 유대인들은 무슬림과 기독교인들이 국가를 구성하지 않는 것과 유사한 의미에서 이질적인 민족 혼합체이므로 국가를 구성하지 않는다. 마찬가지로 쿠르드족은 그들의 공동체주의와 북부에 쿠르드 국가를 건설하려는 성향으로 인해 비판받았다.

#### 해방 전쟁

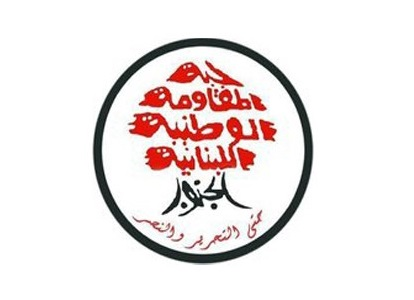
레바논 침공에 맞서 싸우기 위해 결성된 무장 단체 연합인 레바논 민족 저항 전선의 깃발.

1949년, 당은 레바논 정부에 대항하여 "제1차 르네상스 혁명"을 선언했는데, 이는 레바논과 시리아 보안군과의 무력 대결로 이어져 재앙으로 끝나고 7월 8일 레바논 당국에 의해 안툰 사데흐가 처형되었다. 얼마 지나지 않아 당원들은 사데흐의 사형에 중요한 역할을 한 레바논 총리 리아드 알솔흐를 암살했다. 체포를 피하기 위해 암살자들은 자살했다. 암살자 중 한 명이 살아남아 병원에서 깨어났을 때, 그는 상처를 찢고 침대에서 떨어져 자살 시도를 완료했다. 사데흐를 재판한 검찰총장의 암살 또한 당의 세포 조직에 의해 이루어졌으며, 당원들은 사데흐를 체포하여 레바논 당국에 넘긴 시리아 독재자 후스니 알자임의 암살에 연루된 것으로 여겨진다.
1982년, 당원 하비브 샤르투니는 1982년 레바논 침공에서 국가를 배신했다고 여겨지는 레바논 대통령 바시르 제마옐을 암살했다. 당은 또한 레바논 내 이스라엘 주둔에 대항하여 많은 작전을 수행했는데, 이스라엘 장교들이 베이루트에 주둔하고 있던 곳에서 백주 대낮에 군사 작전을 수행하여 레바논 해방을 위한 전면적인 무장 투쟁의 시작을 촉발했다. 최초의 여성 자살 폭탄 테러범으로 알려진 당원 사나 메하이드리는 레바논 남부에서 이스라엘 수송대와 함께 자신의 차량에서 자폭했다.

### 세속주의
SSNP의 이념은 완전히 세속주의적 형태의 민족주의였다. 실제로, 그것은 경제적, 사회적 개혁과 함께 진정한 국가적 단결을 위한 두 가지 근본적인 조건 중 하나로 종교와 정치의 완전한 분리를 상정했다.

### 당의 형태
SSNP는 계층 구조와 강력한 지도자로 조직되었다.

### 도상학과 상징주의

#### 상징과 깃발
당의 상징은 회오리바람(아랍어: زوبعة)이다. 이 상징은 당이 아직 비밀리에 활동하던 시기이자 1936년 프랑스 당국에 의해 발각되기 전 베이루트 아메리칸 대학교의 SSNP 학생들이 디자인했다. 사데흐는 회오리바람이 고대 시리아 유물에서 발견되었으며, 수메르 예술에서도 알려져 있다고 언급했다. SSNP의 상징은 이슬람 초승달과 기독교 십자가의 조합이라고 알려져 있다. 당의 깃발은 검은색 바탕에 흰색 원반 안에 빨간색 회오리바람, 즉 자우바아를 특징으로 한다. 각 팔은 당의 사명인 자유, 의무, 규율, 힘이라는 네 가지 미덕 중 하나를 상징한다.:45 SSNP의 전승에 따르면, 검은색은 오스만 통치, 식민주의, 종파 분열, 민족 분열, 후진성의 암흑기를 상징한다. 자우바아는 무슬림과 기독교인이 자유, 의무, 규율, 힘을 통해 하나로 뭉쳐 암흑기를 정화하고 민족의 재생과 르네상스를 촉발하는 회오리바람처럼 순교자들의 피를 나타낸다. 비평가들과 학자들은 이 상징이 나치당의 만자문을 본떠 만들어졌다고 주장하지만, 당은 이 주장을 강력히 부인한다.

## 비판

### 이념적 비판
아랍 민족주의 사상가 사티 알후스리는 사데흐가 아랍 민족주의를 베두인의 이미지와 무슬림 종파주의와 잘못 연관시켜 "오해했다"고 여겼다. 팔레스타인 역사가 마헤르 샤리프는 사데흐의 이론을 시리아의 종교적 다양성에 대한 반응으로 보고, 시리아 민족에 대한 그의 비전을 종교적 다양성으로도 유명한 이라크까지 확장한 것을 이에 대한 추가 증거로 제시한다. 당은 또한 "종교적, 정치적 고려"로 인해 당분간 레바논의 독립적 존재가 필요하다고 인정했다. 1945년부터 당은 아랍 민족주의에 대해 보다 미묘한 입장을 취하며, 시리아의 통일을 시리아가 이끄는 아랍 연합으로 가는 잠재적인 첫 단계로 보았다.

언론인 크리스토퍼 히친스와 그의 팀은 2009년 2월 베이루트 거리에서 SSNP 준군사 조직에 의해 공격당했으나, 군중의 도움으로 구조되었다. 이 공격으로 히친스는 몸에 부상을 입고 다리를 절게 되었다. 2009년 5월 배너티 페어에 보도하면서 히친스는 SSNP를 바트주의 시리아를 대신하여 레바논에서 테러 작전을 수행하는 "자살 폭탄 테러 전선"이라고 묘사했다. 그는 SSNP가 폭력적인 파시즘 운동이라고 주장하며, 지역 내 수많은 국가를 합병하거나 부분적으로 정복하려는 민족통일주의 야망, 즉 "대시리아" 프로젝트를 언급했다. 습격 사건을 설명하며 히친스는 다음과 같이 말했다. 
"나를 흔들었던 것은 상황이 얼마나 환상적으로 나빠질 뻔했는지이다. 우리는 다치거나 끌려갈 수도 있었다. 이 민병대들은 자신들만의 사설 감옥을 가지고 있다. 그런 곳에서 시간을 보내고 싶지 않을 것이다."

### 학술적 비판
레바논 역사가 카말 살리비는 다소 대조적인 해석을 제시하며, 시리아와 레바논 모두에서 상당수 소수 종파였던 그리스 정교회 공동체의 입장을 지적했다. 이들에게는 "범시리아주의 개념이 아랍주의 개념보다 더 의미 있었다"고 말하면서 동시에 레바논에서 마론파의 지배에 반감을 품었다. 살리비에 따르면,
 사데흐는 동종 교도들 사이에서 쉽게 추종자를 찾았다. 그의 세속적 범시리아주의 사상은 많은 드루즈인과 시아파에게도 매력적이었다. 그리스 정교회 외의 기독교인들, 심지어 레바논주의와 아랍주의 모두에 불만을 품은 일부 마론파에게도, 그리고 세속주의를 중요하게 여기고 다른 지역의 동족 수니파나 무슬림 아랍인들보다 시리아 동포들과 더 많은 공통점을 느낀 많은 수니파 무슬림에게도 매력적이었다. 여기서도 민족주의 사상이 충분한 신뢰를 얻어 유효하게 나타났다. 그러나 레바논의 맥락에서 이는 본질적으로 그리스 정교회 특수주의라는 더 오래된 것을 감추는 수단이 되었다.
살리비 교수는 1930년대 사데흐 당의 시작에 대해 다음과 같이 언급한다. "[그] 첫 번째 당원들 중에는 베이루트 아메리칸 대학교의 학생들과 젊은 졸업생들이 있었다." 이 초기 당은 "주로 그리스 정교회 신자와 개신교 신자들로 이루어졌으며, 일부 시아파와 드루즈 신자들도 있었다... ." 레바논 전체에서 이 당은 인기가 없었다. "기독교인들은 일반적으로 그들의 시리아 통합주의에 반대했고, 무슬림들은 그들의 범아랍주의에 대한 유보적인 태도를 의심했다. 레바논 당국은 그들을 어려움 없이 진압할 수 있었다."

## 같이 보기
- 안툰 사데흐
- 1958년 레바논 위기
- 레바논 내전
- 레바논 민족 운동
- 산악 전쟁 (레바논)
- 레바논 공산당
- 반시온주의
- 레바논의 세속주의
- 시리아 사회민족당 – 인티파다 지부

### 내용주
1. ↑  과거에는 당 또는 그 이념 및 당원들의 일부가 정치적 좌익[12][13][14][15] 및 우익[11][13]으로 불렸으며, 때로는 극우로 분류되기도 했다.[16][17]
2. ↑  시리아 사회민족당의 프랑스어 명칭은 Parti social nationaliste syrien이다. 하지만 여기서 nation을 국민 또는 국가로 보기에는 다소 무리가 있다. 이는 시리아 사회민족당이 내세우는 대시리아주의와 연관하여 해석할 수 있다. 대시리아주의는 시리아 (지역)의 영토를 하나로 통합하자는 이념으로, 여기서 시리아는 레반트와 동일한 의미를 지닌다.[20] 오늘날 시리아와 구별하기 위해 시리아-팔레스타인이라고도 부르며,[21] 이 명칭 자체는 아시리아에서 유래한 것이다.[22][23] 그렇기에 해당 정당의 이념을 시리아 국민주의로 보거나 해당 정당을 시리아 사회국민당으로 번역하는 것은 시리아 사회민족당이 내세우는 이념과 거리가 멀다고 평가할 수 있다.

### 참조주
1. 1 2 3  Charles Davis (2019년 9월 30일). “Pro-Assad Lobby Group Rewards Bloggers On Both The Left And The Right”. 2019년 9월 30일에 원본 문서에서 보존된 문서. 2021년 6월 16일에 확인함.
2. 1 2 3  Pipes, Daniel (1992). 《Greater Syria》. 옥스퍼드 대학교 출판부. 100–101쪽. ISBN 0-19-506022-9. The SSNP flag, which features a curved swastika called the red hurricane (zawba'a), points to the party's fascistic origins.
3. 1 2 3  Yamak, Labib Zuwiyya (1966). 《The Syrian Social Nationalist Party: An Ideological Analysis》. 하버드 대학교 출판부. ISBN 9780674862364.
4. 1 2  Terry Glavin (2015년 2월 26일). “A Liberal Conundrum In Nepean”. 2015년 2월 26일에 원본 문서에서 보존된 문서. 2021년 6월 16일에 확인함.
5. ↑  “fascism”. Encyclopædia Britannica. 2025년 4월 20일에 확인함.
6. 1 2 3 4 5 6 7  Nordbruch Goetz (2009). 《Nazism in Syria and Lebanon: The Ambivalence of the German Option, 1933–1945》. 테일러 앤드 프랜시스. ISBN 978-0-203-88856-8. ... during his speech of 1 June 1935 ... Antun Saadeh declared ... '... The Syrian Social Nationalist Party is neither a Hitlerite nor a Fascist one, but a pure social nationalist one. It is not based on useless imitation, but is the result of an authentic invention. ...'
7. ↑  Antun Saadeh, The Genesis of Nations, (Dar al-Fikr, Beirut)
8. ↑  Antun Saadeh, "The Explanation of the Principles". URL: http://www.ssnp.com/new/library/saadeh/principles/ 보관됨 27 5월 2016 - 웨이백 머신
9. ↑  “Syrian Nazis on the Air”. 《AIJAC》 (오스트레일리아 영어). 2009년 7월 27일. 2020년 8월 9일에 원본 문서에서 보존된 문서. 2021년 10월 23일에 확인함.
10. ↑  Beshara, Adel (2007). 《Antun Sa'adeh: The Man, His Thought: an Anthology》. DK/Prima Games, a division of Penguin Random House LLC. 267–315쪽. ISBN 978-1465453136.
11. 1 2  Danial Pipes (August 1988). “Radical Politics and the Syrian Social Nationalist Party”. 2009년 2월 10일에 원본 문서에서 보존된 문서. 2022년 7월 5일에 확인함.
12. ↑  Morrison, J., Woog, A. (2009). Syria. United States: Facts On File, Incorporated, Page 49
13. 1 2  Beshara, Adel (2013년 1월 11일). 《Lebanon: The Politics of Frustration – The Failed Coup of 1961》 (영어). Routledge. 160쪽. ISBN 978-1-136-00614-2.
14. ↑  《MEED.》 (영어). Economic East Economic Digest, Limited. April 1983.
15. ↑  Solomon, Christopher (2022). 〈1:Introduction〉. 《In Search of Greater Syria: The History and Politics of the Syrian Social Nationalist Party》. New York, NY 10018, USA: I.B. Tauris. 3쪽. ISBN 978-1-8386-0640-4. It survived and made itself useful during Syria's occupation of Lebanon by relying on its militia, unique ideology, and adopting a politically pragmatic approach that brought the SSNP from the right side of the political spectrum to its current place in the camp of the left.
16. ↑  “In Search of Greater Syria: Book Summary”. 《Bloomsbury Collections》. 2021.
17. ↑  Zambelis, Chris (2014년 3월 26일). “Assad's Hurricane: A Profile of the Paramilitary Wing of the Syrian Social Nationalist Party”. 《refworld》. Jamestown Foundation. 2023년 3월 26일에 원본 문서에서 보존된 문서.
18. ↑  
  - “كلمة رئيس الحزب السّوريّ القوميّ الاجتماعيّ الأمين ربيع بنات لمناسبة الأول من آذار”.
  - X.com. X (formerly Twitter). (n.d.). SSNP News @SSNPNew. " Rabi Noureddine Banat was elected as the new President of the Syrian Social-Nationalist Party, #SSNP. Trustee Banat was born in Beirut in 1977, joined the SSNP in 1998, received many party responsibilities, and has a PhD in Economics from the University of Grenoble, France. "
19. ↑  “Antun Saadeh”. Syrian Social Nationalist Party. 2012년 2월 26일에 원본 문서에서 보존된 문서. 2012년 5월 22일에 확인함.
20. ↑  Killebrew, A. E.; Steiner, M. L. (2014). 《The Oxford Handbook of the Archaeology of the Levant: C. 8000–332 BCE》. OUP Oxford. 2쪽. ISBN 978-0-19-921297-2.
21. ↑  Pfoh, Emanuel (2016년 2월 22일). 《Syria-Palestine in The Late Bronze Age: An Anthropology of Politics and Power》. Routledge. ISBN 978-1-3173-9230-9.
22. 1 2 3  Shaar, Akil, Karam, Samy (2021년 1월 28일). “Inside Syria's Clapping Chamber: Dynamics of the 2020 Parliamentary Elections”. 《중동 연구소》. 2021년 1월 28일에 원본 문서에서 보존된 문서.
23. ↑  Frye, R. N. (1992). “Assyria and Syria: Synonyms”. 《Journal of Near Eastern Studies》 51 (4): 281–285. doi:10.1086/373570. S2CID 161323237.
24. ↑  “About”. 《ssnp.com》. Syrian Social Nationalist Party. 2004년 5월 17일. 2006년 5월 17일에 원본 문서에서 보존된 문서. 2024년 3월 23일에 확인함. Our Syria has distinct natural boundaries…
25. 1 2  Cecilia Baeza (2018년 12월 5일). “Arabism and its Repercussions: Forms of Solidarity among Syrians in Latin America”. 《Arab Reform Initiative》 (미국 영어). 2020년 9월 29일에 원본 문서에서 보존된 문서. 2020년 8월 16일에 확인함.
26. 1 2  Yonker, Carl C. (2021). 《The Rise and Fall of Greater Syria : a Political History of the Syrian Social Nationalist Party》. Berlin. ISBN 978-3-11-072909-2. OCLC 1248759109.
27. ↑  Wege, Carl Anthony (2011). “Hizbollah–Syrian Intelligence Affairs: A Marriage of Convenience”. 《Journal of Strategic Security》 4 (3): 1–14. doi:10.5038/1944-0472.4.3.1. ISSN 1944-0464. JSTOR 26463938. S2CID 32051188.
28. ↑  “Syrian Arab news agency - SANA - Syria : Syria news ::”. 2014년 5월 8일에 원본 문서에서 보존된 문서. 2014년 5월 7일에 확인함.
29. ↑  “Noticias de Prensa Latina”. 2016년 4월 11일에 확인함.
30. ↑  “IDEOLOGY”. 2016년 4월 12일에 원본 문서에서 보존된 문서. 2016년 4월 11일에 확인함.
31. 1 2 3 4 5 6 7 8 9 10  Samaha, Nour (2016년 3월 28일). “The Eagles of the Whirlwind”. 《Foreign Policy》. 2021년 6월 28일에 확인함.
32. ↑  Al-Jnaidi, Laith; Sio, Mohammad (2025년 1월 29일). “Ahmad Al-Sharaa officially named Syria's transitional president”. 《아나돌루 통신》.
33. ↑  Albert Hourani, Arabic Thought in the Liberal Age (Cambridge: Cambridge University Press, 1983) 100–102
34. ↑  Elizabeth Suzanne Kassab, Contemporary Arab Thought, Cultural Critique in Comparative Perspective (New York: Columbia University Press, 2010), 20–21
35. ↑  Paul Salem, Bitter Legacy: Ideology and Politics in the Arab World (시러큐스 대학교 출판부, 1994)
36. ↑  Asher Kaufman, "Henri Lammens and Syrian Nationalism," in Adel Beshara, The Origins of Syrian Nationhood: Histories, Pioneers and Identity.
37. ↑  “TO YOUNG AMERICANS OF SYRIAN ORIGIN By Kahlil Gibran”. 《www.alhewar.com》. 2024년 12월 18일에 확인함.
38. ↑  See: Youssef al-Debs, "In the Convoy of the Renaissance"
39. ↑  Nordbrush, Nazism in Syria and Lebanon, 85–87
40. 1 2  A. Saadeh. The Genesis of Nations. Translated and Reprinted. Dar Al-Fikr. Beirut, 2004
41. ↑  See: "The Rise of the Revolutionaries" in Patrick Seale, The Struggle for Arab Independence
42. 1 2 3  Beshara, Adel (2013년 1월 11일). 《Lebanon: The Politics of Frustration – The Failed Coup of 1961》 (영어). Routledge. ISBN 978-1-136-00614-2.
43. ↑  “The Wayback Machine has not archived that URL.”. 《daharchives.alhayat.com》.
44. ↑  Adel beshara (2010). Outright Assassination: The Trial and Execution of Antun Sa'adeh, 1949. Ithaca Press. ISBN 978-0-86372-348-3.
45. ↑  “The Arab Poet Laureate: An Appreciation of Adonis | The London Magazine”. 《thelondonmagazine.org》 (미국 영어). 2013년 6월 20일에 원본 문서에서 보존된 문서. 2025년 6월 17일에 확인함.
46. ↑  “Juliette El-Mir Saadeh: Gender politics and women in armed conflict in Syria”. 《Groupe Gaulliste Sceaux》 (프랑스어). 2018년 6월 12일. 2025년 6월 17일에 확인함.
47. ↑  Pastor, Camila (2017년 12월 6일). 《The Mexican Mahjar: Transnational Maronites, Jews, and Arabs under the French Mandate》 (영어). University of Texas Press. 187쪽. ISBN 978-1-4773-1462-3.
48. ↑  “Memoirs of Juliette Elmir Sa’adeh | MESPI”. 《Middle East Studies Pedagogy Initiative (MESPI)》. 2025년 6월 17일에 확인함.
49. 1 2 3 4 5 6 7  “What is left of Lebanon's Syrian Social Nationalist Party?”. 《L'Orient Today》. 2021년 5월 27일. 2021년 5월 27일에 원본 문서에서 보존된 문서. 2021년 6월 28일에 확인함.
50. 1 2 3 4 5 6  “Behind the Terror”. 《The Atlantic》. June 1987. 2014년 8월 25일에 원본 문서에서 보존된 문서. 2017년 3월 11일에 확인함.
51. ↑  U.S. Department of State, Foreign Relations of the United States Volume 17, Near East,1961–1963, (Washington, DC: GPO 1993), 383–384.
52. ↑  Neil A. Lewis (1988년 5월 18일). “U.S. Links Men in Bomb Case To Lebanon Terrorist Group”. 《뉴욕 타임스》.
53. ↑  “Lebanese court issues death sentence over 1982 Gemayel assassination”. 《로이터》 (영어). 2017년 10월 20일. 2018년 12월 25일에 원본 문서에서 보존된 문서. 2021년 2월 17일에 확인함.
54. ↑  Ricolfi, L., & Campana, P. (2004). Suicide missions in the Palestinian area: a new database 보관됨 28 6월 2021 - 웨이백 머신.
55. ↑  “Aussie's death sparks Lebanon alert”. 《더 시드니 모닝 헤럴드》. 2008년 5월 12일. 2012년 11월 8일에 원본 문서에서 보존된 문서. 2011년 7월 30일에 확인함.
56. ↑  Jackson, Andra (2008년 5월 12일). “Melbourne man killed in Lebanon 'was on holiday'”. 《디 에이지》 (멜버른). 2012년 11월 7일에 원본 문서에서 보존된 문서. 2011년 7월 30일에 확인함.
57. ↑  “Australian killed in Lebanon: DFAT”. The Hawkesbury Gazette. 2008년 8월 2일에 원본 문서에서 보존된 문서. 2008년 5월 12일에 확인함.
58. ↑  “Day 5: Lebanese dare to hope worst is over”. 《데일리 스타 (레바논)》. 2008년 5월 17일에 원본 문서에서 보존된 문서. 2008년 5월 16일에 확인함.
59. ↑  Chulov, Martin; Davis, Michael (2008년 5월 13일). “Australian Fahdi Sheikh's body mutilated by Beirut mob”. 《디 오스트레일리안》.
60. ↑  “الحزب السوري القومي الاجتماعي" نعى عنصرًا له أثناء "قيامه بواجبه القوميّ على طريق فلسطين"”. 《gulf365.net》 (아랍어). 2023년 12월 15일. 2024년 3월 24일에 원본 문서에서 보존된 문서. 2023년 12월 15일에 확인함.
61. ↑  M. Morone, Záhořík, Antonio, Jan; Akos Ferwagner, Peter (2022). 〈2: Antoun Saadeh and the Concept of the Syrian Nation〉. 《Histories of Nationalism Beyond Europe: Myths, Elitism and Transnational Connections》. 팔그레이브 맥밀런. 42–45쪽. ISBN 978-3-030-92675-5.
62. ↑  Solomon, Christopher (2022). 《In Search of Greater Syria: The History and Politics of the Syrian Social Nationalist Party》. New York, NY 10018, USA: I.B. Tauris. 58–65쪽. ISBN 978-1-8386-0640-4.
63. ↑  Glazer, Sydney (1967년 4월 1일). 《The Syrian Social Nationalist Party: an Ideological Analysis. By Labib Zuwiyya Yamak》. 《아메리칸 히스토리컬 리뷰》 72. 1045쪽. doi:10.1086/ahr/72.3.1045. 2023년 6월 25일에 원본 문서에서 보존된 문서. 2023년 6월 25일에 확인함 – 옥스퍼드 대학교 출판부 경유.
64. 1 2 3 4 5  “The SSNP 'Hurricane' in the Syrian conflict: Syria and South Lebanon Are The Same Battlefield”. 《Al-Akhbar in English》. 2018년 10월 2일에 원본 문서에서 보존된 문서. 2016년 4월 6일에 확인함.
65. ↑  Natalia Sancha (2016년 4월 5일). “El Ejército sirio expulsa al Estado Islámico del desierto”. 《엘 파이스》. 2016년 4월 11일에 원본 문서에서 보존된 문서. 2016년 4월 11일에 확인함.
66. ↑  Lucas, Scott (2021년 2월 25일). “How Assad Regime Tightened Syria's One-Party Rule”. 《EA Worldview》. 2021년 2월 25일에 원본 문서에서 보존된 문서.
67. ↑  Abdul-Jalil, Moghrabi, Murad, Yamen (2020년 7월 3일). “Al-Assad attempts to boost "Ba'ath" vigor to tighten control”. 《에나브 발라디》. 2020년 7월 6일에 원본 문서에서 보존된 문서.
68. ↑  Solomon, Christopher (2022). 〈10: Invisible Leaders: Future of the SSNP〉. 《In Search of Greater Syria: The History and Politics of the Syrian Social Nationalist Party》. New York, NY 10018, USA: I.B. Tauris. 156–158, 160–161쪽. ISBN 978-1-8386-0640-4.
69. ↑  “The Intractable Roots of Assad-Makhlouf Drama in Syria”. 《Newslines Institute》. 2020년 5월 15일. 2021년 3월 7일에 원본 문서에서 보존된 문서.
70. ↑  Kataw, Nawwar (2019년 10월 14일). “هل هي خطوة انتقامية من آل مخلوف؟ كل ما تريد معرفته عن الحزب القومي السوري الاجتماعي وحل النظام له” [Makhlouf 가문의 복수인가? 시리아 사회민족당과 정권의 해체에 대해 알아야 할 모든 것]. 《Arab Post》. 2023년 4월 28일에 원본 문서에서 보존된 문서.
71. ↑  “بيان رقم 2: "طوفان الأقصى" عزة فلسطين والأمة”. 《الحزب السوري القومي الاجتماعي》 (아랍어). 2023년 10월 16일에 원본 문서에서 보존된 문서. 2023년 10월 14일에 확인함.
72. ↑  “الحزب: الارهاب اداة للمشروع اليهودي لاستهداف أجيالنا الجديدة”. 《الحزب السوري القومي الاجتماعي》 (아랍어). 2023년 11월 2일에 원본 문서에서 보존된 문서. 2023년 10월 14일에 확인함.
73. ↑  “The Syrian Regime's 2024 Parliamentary Elections Are Illegitimate and Predetermined by the Regime's Security Apparatus” (PDF). Syrian Network for Human Rights. 2024년 7월 24일. 2쪽.
74. ↑  “بيان هام للحزب تعليقًا على تطوّرات الشام”. 《الحزب السوري القومي الاجتماعي》 (아랍어). 2024년 12월 9일에 원본 문서에서 보존된 문서. 2024년 12월 11일에 확인함.
75. ↑  Ammon News. اطلاق تيار السوريين القوميين الاجتماعيين في الأردن 보관됨 4 3월 2016 - 웨이백 머신
76. ↑  Al-Hadath News. السوريون القوميون في الاردن يحتفلون بذكرى ميلاد انطون سعادة 보관됨 21 12월 2017 - 웨이백 머신
77. ↑  Solomon, Christopher (2022). 《In Search of Greater Syria: The History and Politics of the Syrian Social Nationalist Party》. New York, NY 10018, USA: I.B. Tauris. 3, 11–12쪽. ISBN 978-1-8386-0640-4.
78. ↑  “Saadeh”. 2016년 3월 4일에 원본 문서에서 보존된 문서. 2016년 4월 11일에 확인함.
79. 1 2  Johnson, Michael (2001). 〈4: Patriarchy and Surveillance〉. 《All Honourable Men: The Social Origins of War in Lebanon》. New York, USA: I.B. Tauris. 149–150쪽. ISBN 9781860647154.
80. 1 2  Ya'ari, Ehud (June 1987). “Behind the Terror”. 《Atlantic Monthly》. 2008년 5월 9일에 원본 문서에서 보존된 문서. 2017년 3월 11일에 확인함. [The SSNP] greet their leaders with a Hitlerian salute; sing their Arabic anthem, "Greetings to You, Syria," to the strains of "Deutschland, Deutschland über alles"; and throng to the symbol of the red hurricane, a swastika in circular motion.
81. 1 2  Johnson, Michael (2001). 《All Honourable Men》. I.B. Tauris. 150쪽. ISBN 1-86064-715-4. Saadeh, the party's 'leader for life', was an admirer of Adolf Hitler and influenced by Nazi and fascist ideology. This went beyond adopting a reversed swastika as the party's symbol and singing the party's anthem to Deutschland über alles, and included developing the cult of a leader, advocating totalitarian government, and glorifying an ancient pre-Christian past and the organic whole of the Syrian Volk or nation.
82. 1 2  Becker, Jillian (1984). 《The PLO: The Rise and Fall of the Palestine Liberation Organization》. Weidenfeld & Nicolson. ISBN 0-297-78547-8. [The SSNP] had been founded in 1932 as a youth movement, deliberately modeled on Hitler's Nazi Party. For its symbol it invented a curved swastika, called the Zawbah.
83. ↑  Michael W. Suleiman (1965). 《Political parties in Lebanon》. 위스콘신 대학교 매디슨. 134쪽. The flag of the Syrian Social Nationalist Party has a black background with a red hurricane (reversed swastika) in the middle, encircled by a white rim ... also pages 111–112 in the edition of 코넬 대학교 출판부, 1967: "Thus, the Syrian national anthem for the PPS sang "Syria, Syria uber alles" to the same familiar tune of "Deutschland, Deutschland uber alles" (176) The hand gestures in saluting and the "long live the leader" bore striking resemblances to the Nazi practice. The swastika was replaced with a hurricane as a PPS symbol, (177) while the storm or combat troops were present in both. Both Hitler and Saadeh, in addition to having the same title of 'the leader', held and exercised all legislative and executive authority."
84. 1 2 3 4 5  Stanley G. Payne (1996). 《A History of Fascism, 1914–1945》 illurat, reprint판. 라우틀리지. 352–354쪽. ISBN 9781857285956.
85. ↑  Samia, Wissam (2020). 《Antun Saadeh's Social-Nationalist Doctrine. Presenting and Reconstructing an Original Economic and Social Theory》. 《대안 경제학》. 496쪽. 2024년 8월 5일에 원본 문서에서 보존된 문서. 2024년 8월 22일에 확인함 – HAL (오픈 아카이브) 경유.
86. ↑  “Assad Regime Militias and Shi’ite Jihadis in the Syrian Civil War”. 2024년 12월 14일에 원본 문서에서 보존된 문서. 2024년 12월 13일에 확인함.
87. ↑  Sa'ade, Anoun (2004). 《The Genesis of Nations》 (영어). Department of Culture of the Syrian Social Nationalist Party. 3쪽.
88. ↑  See: Adel Beshara, "Where we Stand", http://www.ssnp.com/old/ourstand.htm 보관됨 26 8월 2016 - 웨이백 머신
89. ↑  See: Adel Beshara, Outright Assassination, the Trial and Execution of Antun Saadeh (Ithaca, 2010)
90. ↑  “Lebanon – Al Jazeera”. 《Lebanon's women warriors》. 2010년 4월 24일. 2020년 11월 25일에 원본 문서에서 보존된 문서. 2021년 6월 28일에 확인함.
91. 1 2 3 4  Hourani, p. 326
92. ↑  “SSNP website”. 2012년 7월 14일에 원본 문서에서 보존된 문서.
93. ↑  Jesse McDonald (2017년 6월 4일). “The SSNP's Military: The Eagles of the Whirlwind & Their Emblem”. 《joshualandis.com》. 2017년 6월 4일에 원본 문서에서 보존된 문서. 2018년 3월 25일에 확인함.
94. ↑  Michael W. Suleiman (1965). 《Political parties in Lebanon》. 위스콘신 대학교 매디슨. 134쪽. The flag of the Syrian Social Nationalist Party has a black background with a red hurricane (reversed swastika) in the middle, encircled by a white rim ... also pages 111–112 in the edition of 코넬 대학교 출판부, 1967: "Thus, the Syrian national anthem for the PPS sang "Syria, Syria uber alles" to the same familiar tune of "Deutschland, Deutschland uber alles" (176) The hand gestures in saluting and the "long live the leader" bore striking resemblances to the Nazi practice. The swastika was replaced with a hurricane as a PPS symbol, (177) while the storm or combat troops were present in both. Both Hitler and Saadeh, in addition to having the same title of 'the leader', held and exercised all legislative and executive authority."
95. ↑  Charif, p. 216
96. 1 2  Robinson, James (2009년 2월 19일). “Christopher Hitchens on Beirut attack: 'they kept coming. Six or seven at first'”. 《더 가디언》. 2022년 9월 25일에 원본 문서에서 보존된 문서.
97. ↑  Hitchens, Christopher (May 2009). “The Swastika and the Cedar”. 《배너티 페어 (잡지)》. 2022년 8월 8일에 원본 문서에서 보존된 문서.
98. ↑  Kamal Salibi (1988, 1998), pp. 54–55
99. ↑  K. S. Salibi, The Modern History of Lebanon (New York: Praeger 1965) at 180.